# Mark Lewandowski
Mark Lewandowski (* um 1990) ist ein britischer, in den Vereinigten Staaten lebender Jazzmusiker (Kontrabass, Komposition).

## Leben und Wirken
Lewandowski, der aus Nottingham stammt, begann seine musikalische Ausbildung am Klavier und wechselte zum Cello, als er auf der High School war. Zum Jazz kam er durch seinen Vater, einen großen Jazzfan, mit dem die Familie im Sommerurlaub Jazzfestivals in Südfrankreich besuchte. Zunächst fing er jedoch an, klassische Musik zu spielen, und begann dann, sich mehr für den Bass zu interessieren. Er war Mitglied im Nottingham Youth Jazz Orchestra  und zog nach London, um an der Guildhall School of Music zu studieren. Nachdem er sein Bachelor-Studium mit Auszeichnung abgeschlossen hatte, erhielt er den Yamaha Jazz Award und nahm Unterricht bei Henry Grimes. Ab August 2017 setzte er seine Studien an der New Yorker Juilliard School im Artist Diploma-Kurs fort.
Noch in London nahm er 2016 im Trio mit Liam Noble und Paul Clarvis sein Debütalbum Waller auf, das bei Whirlwind Recordings erschien und sich mit der Musik Fats Wallers beschäftigte. 2017 hatte er Gelegenheit, bei der Hochzeitsfeier von Pippa Middleton, der Schwägerin von Prinz William, zu spielen.
Im Laufe seiner bisherigen Karriere spielte Lewandowsky mit John Surman, Wynton Marsalis, Buddy Greco, Sheila Jordan, Henry Grimes, Steve Wilson, Paul Dunmall, Vic Juris, Martin Carthy, Jean Toussaint, Tcha Limberger, Julian Joseph, Bobby Wellins, Peter King, Soweto Kinch und Zoe Rahman. Weitere Kooperationen fanden um 2020 in den Vereinigten Staaten mit Musikern wie Joe Chambers, Dave Liebman, Billy Drummond statt; außerdem trat er regelmäßig an New Yorker Veranstaltungsorten wie dem Smalls Jazz Club auf, insbesondere mit dem Pianisten und Sänger Johnny O’Neal.
2021 legte Lewandowski sein zweites Album Under One Sky (MGL Music) vor, das er mit Addison Frei (Piano) und Kush Abadey (Schlagzeug) eingespielt hatte und z. T. eigene Kompositionen enthielt. Weitere Aufnahmen entstanden mit dem Leo Richardson Quartet und John Zorns Spike Orchestra (The Book Beri'ah Vol 3, u. a. mit Yazz Ahmed). 2023 legte das Album A Bouquet (for Lady Day) vor, eingespielt mit Liam Noble und Heidi Vogel.